# Partido Comunista do Nepal (centro maoista)
O Partido Comunista do Nepal (Maoísta) é um partido maoísta e uma organização militar fundada em 1994. Conduziu uma guerrilha rural por dez anos, de 1996 a 2006. Atualmente, integra o governo de coalizão daquele país junto com mais sete partidos.

## Resultados eleitorais

### Eleições legislativas
| Data | Votos     | %            | +/-   | Deputados | +/- | Status  |
| ---- | --------- | ------------ | ----- | --------- | --- | ------- |
| 2008 | 3 144 204 | 29,3% (1.º)  | -     | 229 / 601 | -   | Governo |
| 2013 | 1 439 726 | 15,2% (3.º)  | 14,1% | 80 / 601  | 149 | Governo |
| 2017 | 1 303 721 | 13,66% (3.º) | 1,54% | 53 / 601  | 27  | Governo |